# 豊川誕
豊川 誕（とよかわ じょう、1958年10月5日 - ）は、日本の歌手。兵庫県姫路市出身。身長171cm。身長163cm、45kg。血液型はO型。

## 略歴
- 1961年10月、推定2歳の時に兵庫県姫路市の大手前公園横に遺棄されている所を保護される[5]。当時の姫路市長・石見元秀が「本田孝」（ほんだ・たかし）と名付け、発見日より約3年前の「1958年10月5日」を推定の生年月日とし、同市の児童養護施設「信和学園」にて育つ[6]。
- 1971年3月、児童養護施設を出て、同年4月から兵庫県相生市の里親夫婦の家に移住し、中学校に通う。
- 1974年3月、中学校卒業後は里親の元を離れ[注 2]、同年4月、全寮制の日本国有鉄道関西鉄道学園鷹取分所（その後廃止）に入り、神戸市立大和田工業高等学校定時制（2007年3月31日閉校）[7]に通うも、1学期をもって中退。同年8月、大阪市に出て、市内の飲食店でアルバイトをしている時にジャニー喜多川にスカウトされた[8]。同年11月2日に上京、「ジャニーズ・ジュニア第3期生」としてジャニーズ事務所に入所した。芸名は豊川稲荷東京別院に因んでメリー喜多川によって命名された[9]。
- 1975年3月21日、CBS・ソニー（現：ソニー・ミュージックレーベルズ）から『汚れなき悪戯』でレコードデビュー。
- 1977年10月末、ジャニーズ事務所を離れ活動を休止したが[10]、CBS・ソニーとの契約は残っており[11]、1978年6月、フリーで歌手活動再開。その後矢沢永吉の関係者が豊川の個人事務所として設立したエクサエンタープライズに所属し、「豊川ジョー」名義で再デビュー[12]。自身のファンクラブの社長も兼ねた[12]。同年8月、東京・青山タワーホールにて復帰コンサートを開催[12]。名古屋市、大阪市、姫路市とコンサートツアーを行い成功を収めるも、同年10月発売と予告されていた新曲のリリースに至らず、1979年4月、ジャニーズ事務所に復帰。同月の川崎麻世のコンサートにゲスト参加したが、なおも新曲のリリースが叶わず、翌5月に再びジャニーズ事務所を退所。
- 1979年8月、ロープロモーション（社長:長沢ロー）[注 3]に入り[13]、活動再開。1980年10月に「オール・ジャパン・デビル・バンド」名義で『トゥモロー』をリリース。 続いて1981年1月には『愛したら最後』をソロでリリースした。その後は本名「本田孝」名義でバンド活動を行ったほか、「芸能人水泳大会」や往年のアイドルを集めたテレビ番組などにも出演した。
- 1980年代から1990年代には、飲食店、旅行会社、芸能事務所など、様々な事業を展開。また、プロボクサー、プロバイク・カーレーサーなども経験している。80年代後半から手掛けていたギフトショップ関連の事業はある程度の成功を収めており、そのことが後の『週刊文春』などのジャニーズ批判報道から一定の距離を置いていた理由とされる[14]。
- 「本田誕」名義で俳優転身を図るも果たせず、芸名を「豊川誕」に戻す。
- 「神愛 情」（じんあい じょう）は作曲家としてのペンネームで、『泣き虫横丁涙雨』など多数の曲を出している。
- 2011年1月21日、歌謡曲のCD『愛は咲き頃』をリリース。
- 2013年9月8日、演歌のCD『北限の宿』をリリース。
- 前妻とは別の女性との間に儲けた男子が1人あり、ジャニーズ事務所に入所させようとしたものの叶わず、一時期自分が社長を務めていた芸能事務所に所属させていた。
- 2019年9月4日、東京ドームで行われた二部制（第一部：芸能関係者、第二部：一般参列者）のジャニー喜多川「お別れの会」に参列した[15]。

## 主な出演作品

### テレビドラマ
- ブラザー劇場 刑事くん 第4部・第48話「星めぐり－愛のきらめき」（1975年10月6日、TBS）
- 刑事物語・星空に撃て! 第1話「知りすぎた女子高生」（1976年10月4日、フジテレビ）
- 特捜最前線 第248回「殺人クイズ招待状!」（1982年2月17日、テレビ朝日）

### バラエティ番組
- チビらサンデー（テレビ朝日）
- ぎんざNOW!（TBS） - 木曜レギュラー
- 8時だョ!全員集合（TBS）
- オールスター家族対抗歌合戦（フジテレビ）
- 前武のヤングアップ（テレビ朝日）
- おはよう!こどもショー（日本テレビ）
- 鶴光のテレビ!テレビ（笑福亭鶴光司会、よみうりテレビ）
- TVジョッキー（日本テレビ）
- カックラキン大放送!!（1976年4月9日、日本テレビ）
- シャープ・スターアクション（日本テレビ）
- 新・底ぬけ脱線ゲーム 最終回（1977年9月28日、日本テレビ）
- 爆笑!マイスタ!!（1981年5月29日、日本テレビ）
- びっくり日本新記録（よみうりテレビ）
- こだわりTV PRE★STAGE（1988年、テレビ朝日）
- 元アイドルスター温泉同窓会（1989年6月28日、TBS）
- 楽珍！スポーツ共和国（1994年11月9日、TBS）

### 音楽番組
- 歌え!ヤンヤン!（1974年11月 - 1975年3月27日、東京12チャンネル） - レギュラー
- 新宿音楽祭（土曜スペシャル）（フジテレビ、1975年）　銅賞
- 銀座音楽祭（土曜スペシャル）（フジテレビ、1975年上期・1975年下期）
- 夜のヒットスタジオ（1975年4月14日、フジテレビ）
- 第1回 ヤング歌の祭典（1975年5月5日、NHK総合テレビ）
- オールスター家族対抗歌合戦（1975年8月10日、フジテレビ）
- NTV紅白歌のベストテン（1975年10月13日ほか、日本テレビ）
- 第6回 日本歌謡大賞（1975年11月24日、東京12チャンネル）
- シャボン玉プレゼント（テレビ朝日）
- レッツゴーヤング（NHK総合テレビ）
- 象印スターものまね大合戦（テレビ朝日）
- ロッテ 歌のアルバム（TBS）
- 歌うスタジオ（1977年1月10日・3月14日、テレビ朝日）
- 歌だギンギン（1977年9月12日、テレビ朝日）
- 今夜だけ復活!栄光のアイドルスター達（1987年、フジテレビ）
- 夏休みスペシャル・思い出のアイドルスター大集合 IN 大磯（1988年7月22日、フジテレビ）

### ラジオ
- 歌謡大行進 土曜（1975年4月 - 1976年3月、文化放送） - ちあきなおみと共演
- 第1回 ヤング歌の祭典（1975年5月5日、NHKラジオ第1）
- 新宿音楽祭（文化放送、1975年）　銅賞
- 銀座音楽祭（ニッポン放送、1975年上期・1975年下期）
- 明星ヤングソング・ショー（1975年 - 1976年、文化放送）
- 平凡アワー スターハイライトショー（ニッポン放送）
- ロッテ 集まれ!!ヤンヤン 熱気でムンムン!（ニッポン放送）
- 高田文夫のラジオビバリー昼ズ（1994年4月6日、ニッポン放送）

### CM
- ロッテ「アーモンドV」「アーモンドW」（1975年 - 1976年）
  - クニ河内作詞作曲のCMソング「ロッテアーモンドVのうた」「ロッテアーモンドWのうた」の歌唱も担当。「ロッテアーモンドVのうた」には豊川の生い立ちを示す「ひとりぼっち」という詞が入っている。
- ロッテ「ガーナチョコレート」（スチル広告のみ）（1975年）
- ラコテイグループ・仲なおりセールスプロモーション株式会社[注 4]「仲なおりSHOP」（1977年）[19]

### ミュージカル
- オリジナルミュージカルプレイ『友情』（1975年1月4日・7日）
- ライブ・ミュージカル『少年たち ～フォーリーブス・不朽の名作～』（1975年4月5日 - 7日（東京）、1975年5月3日（名古屋）、1975年5月4日 - 5日（大阪））
- ロックミュージカル『BOY』（1988年）

### ステージ
- 第53回 日劇ウエスタン・カーニバル ～ ばらとみかんとバイオリンと （1975年3月28日 - 3月31日、日本劇場）
- ジャニーズジュニア ファーストコンサート（1975年4月5日 - 5月5日）
- '75サマーキャラバン ジャニーズ・ジュニア・コンサート（1975年7月25日 - 8月16日）
- 第54回 日劇ウエスタン・カーニバル ジャニーズ・ファミリー・フェスティバル（1975年8月27日、日本劇場）
- 第55回 日劇ウエスタン・カーニバル（1976年3月24日 - 28日、日本劇場）
- はばたくJoe! 豊川誕 ファーストコンサート（1976年4月2日・大阪フェスティバルホール、5月5日・名古屋市民会館、5月8日・渋谷公会堂）
- JOE vs JJS ＋ GANGS 1976 サマー・ビッグ・シティ・コンサート（1976年8月9日 - 23日）
- 第56回 日劇ウエスタン・カーニバル（1976年8月24日 - 28日、日本劇場）
- ジャニーズ・ジュニア サマー・フェスティバル（1977年夏）
- 新宿NSビルX'masスペシャル ウエスタンカーニバルinNS・なつかしのアイドル大集合編（1987年12月19日、新宿NSビルイベントホール）

### WEB
- 千とせとあるきたい千住!!（2019年4月3日、Cwave）

## ディスコグラフィ

### シングル
- 汚れなき悪戯（CBS・ソニー、1975年3月21日） - 売上枚数約9.3万枚、オリコン最高28位、「汚れなき悪戯」には豊川の生い立ちを示す「ひとりぼっち」という詞が入っている。
- 星めぐり（CBS・ソニー、1975年7月21日） - 売上枚数約11.7万枚、オリコン最高22位
- 生きるってすばらしい（CBS・ソニー、1975年12月21日） - 売上枚数約4.4万枚、オリコン最高41位
- ほどけた靴ひも（CBS・ソニー、1976年3月21日） - 明星募集歌。売上枚数約3.6万枚、オリコン最高28位
- ぼくの消息（CBS・ソニー、1976年5月21日） - スプリット盤。B面。A面の「元気ですか」はJOHNNYS' ジュニア・スペシャルの曲。両面とも寺山修司の詞に曲をつけた作品。
- 愛しあうには若すぎて（CBS・ソニー、1976年7月21日）
- たった一人の君は（CBS・ソニー、1976年11月1日）
- メンソール・シガレット（CBS・ソニー、1977年3月21日）
- 愛のトリコロール（1977年4月） - 「仲なおりSHOP」のテレビCM曲。非売品。「仲なおり」という詞が入っている。
- 白い面影（CBS・ソニー、1977年6月21日）
- トゥモロー／パラダイス・コネクション（東芝EMI/EXPRESS、1980年10月1日） - 「トゥモロー」はドラマ「ピーマン白書」エンディングテーマ。「パラダイス・コネクション」は同主題歌。「オール・ジャパン・デビル・バンド」名義。「オール・ジャパン・デビル・バンド」とは作詞者阿久悠がかつて原作を手がけた劇画からとったもの[20]。
- 愛したら最後（トリオレコード、1981年1月21日、3B-185）
- 愛は咲き頃（ニューセンチュリーレコード、2011年1月21日）
- もう一度・・・豊川誕　北限の宿（2013年9月8日） - 7曲入りシングル
- 大天使フォーリンラブ（ミカエルレコード、2018年6月30日）

### アルバム
- 汚れなき悪戯/星めぐり（CBS・ソニー、1975年10月1日、1994年5月21日（CD選書））
- 明日への道（CBS・ソニー、1976年3月1日）
- Best Hits ～ ヒット全曲集（CBS・ソニー、1976年11月1日）
- 夜空の道しるべ（CBS・ソニー、1976年12月5日）
- あの日 あの頃 君は……（CBS・ソニー、1977年3月21日） - ジャケットに児童養護施設時代の写真を掲載。
- THE Best ヒット全曲集 〜若いペーソス 誕のすべて（CBS・ソニー、1977年11月1日）
- MESSIAH ～ 心の叫びをきいてくれ!!（1989年、2010年） - MESSIAH名義
- ゴールデン☆ベスト 豊川誕（ソニー・ミュージックダイレクト、2008年1月23日）

### オムニバス
- フォーリーブス10周年記念PART1（CBS・ソニー、1976年7月21日） - 「ほどけた靴ひも」他収録。フォーリーブス・JOHNNYS' ジュニア・スペシャルとの共演作。1976年4月4日の中野サンプラザでの実況録音盤。
- アーリーシリーズ・アーリー70´s・メイル・アイドルコレクション（ソニー・ミュージックレコーズ、1997年9月21日） - 「汚れなき悪戯」・「星めぐり」・「生きるってすばらしい」収録。
- DREAM PRICE 1500/ヤング・ポップス’70sベスト・ヒット（男性ボーカル編）（ソニー・ミュージックハウス、2002年2月20日） - 「星めぐり」収録。
- 歌謡曲番外地 愛してA・Chi・Chi! トリオレコード・歌謡曲・アイドル篇（トリオレコード、2019年1月23日） - 「愛したら最後」収録。

## 書籍

### 著書
- 『ひとりぼっちの旅立ち － 元ジャニーズ・アイドル 豊川誕半生記』（鹿砦社、1997年3月）
  - 豊川本人によればこの著書は代作で、ゴーストライターは作家・ジャーナリストの渡辺正次郎であるという。[要出典]

### 写真集
- 近代映画ハロー春の号 『豊川誕集』 （近代映画社、1976年4月）